# Jesús Jiménez
Jesús Jiménez (Leganés, 1993. november 5. –) spanyol labdarúgó, az indiai Kerala Blasters csatára.

## Pályafutása
Jiménez a spanyolországi Leganés városában született. Az ifjúsági pályafutását a helyi Atlético Metropolitano csapatában kezdte, majd a Leganés akadémiájánál folytatta.
2012 és 2016 között negyedosztályú klubokban szerepelt, játszott például a Leganés B, az Unión Adarve, az Alcorcón B, az Atlético Pinto és az Illescas csapataiban is. 2016-ban a Talaverához szerződött. A 2016–17-es szezonban feljutottak a Segunda División B-be. 
2018. május 30-án a lengyel Górnik Zabrze csapatához igazolt. 2018. július 12-én, a moldáv Zaria Bălți ellen 1–0-ra megnyert Európa-liga selejtezőn debütált. A ligában először a július 22-ei, Korona Kielce elleni találkozó félidejében Adam Ryczkowskit váltva lépett pályára. Első gólját 2018. október 5-én, a Lech Poznań ellen 2–2-es döntetlennel zárult mérkőzésen szerezte.
2022. február 7-én három éves szerződést kötött az észak-amerikai első osztályban érdekelt Toronto együttesével. Először a február 26-ai, Dallas elleni bajnokin lépett pályára. A következő fordulóban, március 5-én, a New York Red Bulls ellen hazai pályán 4–1-re elvesztett mérkőzésen szerezte. 2023-ban a Dallas, majd 2024. február 6-án a görög ÓFI Kréta szerződtette.

## Statisztikák
2024. augusztus 24. szerint
| Klub           | Szezon   | Osztály             | Bajnokság | Bajnokság | Kupa  | Kupa | Nemzetközi | Nemzetközi | Összesen | Összesen |
| Klub           | Szezon   | Osztály             | Meccs     | Gól       | Meccs | Gól  | Meccs      | Gól        | Meccs    | Gól      |
| -------------- | -------- | ------------------- | --------- | --------- | ----- | ---- | ---------- | ---------- | -------- | -------- |
| Alcorcón B     | 2014–15  | Tercera División    | 13        | 1         | —     | —    | —          | —          | 13       | 1        |
| Atlético Pinto | 2014–15  | Tercera División    | 16        | 2         | —     | —    | —          | —          | 16       | 2        |
| Illescas       | 2015–16  | Tercera División    | 36        | 15        | —     | —    | —          | —          | 36       | 15       |
| Talavera       | 2016–17  | Tercera División    | 35        | 27        | —     | —    | —          | —          | 35       | 27       |
| Talavera       | 2017–18  | Segunda División B  | 35        | 10        | 2     | 2    | —          | —          | 37       | 12       |
| Górnik Zabrze  | 2018–19  | Ekstraklasa         | 36        | 5         | 4     | 2    | 4          | 0          | 44       | 7        |
| Górnik Zabrze  | 2019–20  | Ekstraklasa         | 37        | 12        | 1     | 0    | —          | —          | 38       | 12       |
| Górnik Zabrze  | 2020–21  | Ekstraklasa         | 29        | 12        | 2     | 3    | —          | —          | 31       | 15       |
| Górnik Zabrze  | 2021–22  | Ekstraklasa         | 19        | 8         | 2     | 1    | —          | —          | 21       | 9        |
| Toronto        | 2022     | MLS                 | 33        | 9         | 3     | 1    | —          | —          | 36       | 10       |
| Dallas         | 2023     | MLS                 | 23        | 0         | 0     | 0    | —          | —          | 23       | 0        |
| ÓFI Kréta      | 2023–24  | Super League Greece | 4         | 1         | 0     | 0    | —          | —          | 4        | 1        |
| ÓFI Kréta      | 2024–25  | Super League Greece | 2         | 0         | 0     | 0    | —          | —          | 2        | 0        |
| Összesen       | Összesen | Összesen            | 316       | 100       | 14    | 9    | 4          | 0          | 336      | 110      |